# Ośmiu Ekscentryków z Yangzhou
Ośmiu Ekscentryków z Yangzhou (chiń. upr. 扬州八怪; chiń. trad. 揚州八怪; pinyin Yángzhoū Bāguài) – nazwa nadana grupie chińskich malarzy działających w Yangzhou w czasach dynastii Qing, odrzucających tradycyjne kanony artystyczne i szokujących społeczeństwo swoim niekonwencjonalnym stylem bycia.
W rzeczywistości grupa ta liczyła więcej niż ośmiu artystów. W różnych zestawieniach zaliczani są do niej Hua Yan (1672–1765), Luo Ping (1735–1799), Zheng Xie (1693–1765), Huang Shen (1687–1766), Gao Fenghan (1683–1748), Wang Shishen (1686–1759), Gao Xiang (1688–1753), Min Zhen (1730–?), Jin Nong (1687–1764), Li Fangying (1696–1755) i Gao Qipei (1660–1734). Wszystkich ich łączył silnie zindywidualizowany, ekspresyjny styl malowania, np. Gao Qipei tworzył obrazy używając palców i paznokci.